# 18786 Тайоргенсон
18786 Тайоргенсон (18786 Tyjorgenson) — астероїд головного поясу, відкритий 10 травня 1999 року.
Тіссеранів параметр щодо Юпітера — 3,441.